# El ángel de Aurora
El ángel de Aurora (tiêu đề tiếng Anh: Aurora's Quest) là một telenovela của México do Roy Rojas sản xuất cho TelevisaUnivision. Nó dựa trên telenovela Muchachita của Mexico năm 1986 do Ricardo Rentería tạo ra. Bộ phim có sự tham gia của Natalia Esperón, Jorge Salinas và Rafael Novoa. Phim được phát sóng trên Las Estrellas từ ngày 29 tháng 7 năm 2024 đến ngày 2 tháng 2 năm 2025.

## Diễn viên

### Diễn viên chính
- Jorge Salinas trong vai Antonio Murrieta
  - Alexis Ceballos trong vai Antonio trẻ
- Natalia Esperón trong vai Aurora Campero
  - Valeria Florian trong vai Aurora trẻ
- Rafael Novoa trong vai Julio César Rey
- Paulina Matos trong vai Helena Murrieta
- Moisés Peñaloza trong vai Ángel Santos / Gabriel
- José Pablo Minor trong vai Demián Morga
- Marisol del Olmo trong vai Jezabel Campero
  - Daniella Cortés trong vai Jezabel trẻ
- Gabriela Rivero trong vai Victoria Bonilla
- Roberto Blandón trong vai Pascual Santos
- Rocío Verdejo trong vai Patricia Gil
- Ligia Uriarte trong vai Briana Querol
- Juan Pablo Gil trong vai Edgar Bautista
- Gabriela Carrillo trong vai Casandra Ávila
- Nubia Martí trong vai Esperanza Castro
- Lalo Palacios trong vai El Morro
- Karla Gómez trong vai Elvia
- Paco Rueda trong vai Glorio
- Christian Ramos trong vai Aquiles Dosamantes
- Priscila Solorio trong vai Maggy Pérez
- Isabela Vázquez trong vai Anita
- Jaden Suárez trong vai El Rolas
- Pablo García trong vai Luis Alberto Rey
- Pedro Sicard trong vai Fabrizio
- René Casados trong vai Juventino Macías "El Pintas"

### Ngôi sao khách mời và định kỳ
- Leonardo Daniel trong vai Miguel Campero
- Marco Cordero
- Juan Bernardo Flores
- Santiago Durán
- Sebastián Fouilloux

## Sản xuất
Vào ngày 25 tháng 3 năm 2024, nhà sản xuất điều hành Roy Rojas đã công bố El ángel de Aurora là tựa đề của telenovela. Đây là telenovela đầu tiên của ông với tư cách là nhà sản xuất điều hành duy nhất. Vào ngày 15 tháng 4 năm 2024, Natalia Esperón, Jorge Salinas, Rafael Novoa đã được công bố trong các vai chính. Vài ngày sau, Paulina Matos, Moisés Peñaloza và José Pablo Minor đã được xác nhận là một phần của dàn diễn viên. Quá trình quay phim bắt đầu vào ngày 10 tháng 5 năm 2024.